# ン・マンタ
ン・マンタ（漢字名：呉孟達、英語: Ng Man-tat、1952年1月2日 - 2021年2月27日）は、香港の俳優。
主に脇役として出演していた。特にチャウ・シンチーとの共演が有名。
2021年2月27日 17時17分、肝癌のため死去した。69歳没。

## 主な出演作品
日本で上映・発売された作品のみを記入する。

### 映画

#### 1980年代
- 挽歌を吠う狼（中国語版）（中国語: 執法者、1981年）
- チャイニーズ・ファースト・ラブ・ストーリー（中国語版）（中国語: 打工皇帝、1985年）
- マジッククリスタル（中国語版）（中国語: 魔翡翠、1986年）
- ファイアー・ドラゴン（中国語: 龍在江湖、1987年）
- 男たちの挽歌 II（中国語: 英雄本色II、1987年）
- タイガー刑事（中国語: 特警屠龍、1988年）
- ゴッド・ギャンブラー（中国語: 賭神、1989年）
- キラーエンジェル 戦慄の天使たち（中国語: 殺手天使、1989年）
- 過ぎゆく時の中で（中国語: 阿郎的故事、1989年）

#### 1990年代
- 彼女はシークレットエージェント（中国語版）（中国語: 表姐，妳好嘢！、1990年）
- 天若有情（中国語版）（1990年）※第10回香港電影金像奨・最優秀男性脇役賞受賞
- ゴッド・ギャンブラー 賭聖外伝（中国語版）（中国語: 賭聖、1990年）
- ゴッド・ギャンブラーII（中国語版）（中国語: 賭侠、1990年）
- ゴッド・ギャンブラー リターンズ（中国語版）（中国語: 賭霸、1991年）
- ゴッド・ギャンブラーIII（中国語版）（中国語: 賭侠II之上海灘賭聖、1991年）
- チャウ・シンチー 新精武門（中国語版）（中国語: 新精武門1991、1991年）
- ダンス・ウィズ・ドラゴン（中国語版）（中国語: 與龍共舞、1991年）
- リー・ロック伝 大いなる野望 PART I 炎の青春（中国語版）（中国語: 五億探長雷洛傳、1991年）
- リー・ロック伝 大いなる野望 PART II 香港追想（中国語版）（中国語: 五億探長雷洛傳II之父子情仇、1991年）
- トリック大作戦（中国語版）（中国語: 整蠱專家、1991年）
- コイサンマン、キョンシーアフリカへ行く（中国語: 非洲和尚、1991年）※ナレーション
- ファイト・バック・トゥ・スクール（中国語版）（中国語: 逃學威龍、1991年）
- ファイト・バック・トゥ・スクール2（中国語版）（中国語: 逃學威龍2、1992年）
- 新・愛と復讐の挽歌 ラヴ&デス（中国語版）（中国語: 飛虎精英之人間有情、1992年）
- スクールストライキ（中国語版）（中国語: 逃學外傳、1992年）
- ナイトライダー（中国語: 車神、1992年）
- 熱血弁護士（中国語版）（中国語: 審死官、1992年）
- キング・オブ・カンフー（中国語版）（中国語: 武狀元蘇乞兒、1992年）
- ロイヤル・トランプ（中国語: 鹿鼎記、1992年）
- 九龍帝王 ゴッド・オブ・クーロン（中国語版）（中国語: 廟街十二少、1992年）
- 恋はマジック（中国語版）（中国語: 花田囍事、1993年）
- タクシーハンター（中国語版）（中国語: 的士判官、1993年）
- マッドモンク/魔界ドラゴンファイター（中国語版）（中国語: 濟公、1993年）
- 1000の瞬き（中国語版）（中国語: 都市情緣、1994年）
- 広州殺人事件（中国語: 九品芝麻官之白面包青天、1994年）
- 最強の出前人（中国語版）（中国語: 破壞之王、1994年）
- ミラクル・マスクマン 恋の大変身（中国語版）（中国語: 百變星君、1995年）
- チャイニーズ・オデッセイ Part1 月光の恋（中国語: 西遊記第壹佰零壹回之月光寶盒、1995年）
- チャイニーズ・オデッセイ Part2 永遠の恋（中国語: 西遊記大結局之仙履奇緣、1995年）
- チャイナ・ドラゴン（中国語版）（中国語: 中國龍、1995年）
- スーパー・ミスチーフ（中国語: 無敵反斗星、1995年）
- 食神（1996年）
- 炎の大捜査線2（中国語: 火燒島之橫行霸道、1997年）
- ミッドナイト・エキスプレス（中国語版）（中国語: 黑獄斷腸歌之砌生豬肉、1997年）
- ラッキー・ガイ（中国語版）（中国語: 行運一條龍、1998年）
- 喜劇王（中国語: 喜劇之王、1999年）

#### 2000年代
- エブリデイ イズ バレンタイン（中国語版）（中国語: 情迷大話王、2001年）
- 少林サッカー（中国語: 少林足球、2001年）
- カンフー・ダンク!（中国語版）（中国語: 功夫灌籃、2008年）

#### 2010年代
- 星の音（中国語: 星海、2011年） ※2011東京／札幌・中国映画週間で上映
- インターセプション 盗聴戦（中国語版）（中国語: 竊聽風雲3、2014年）
- 流転の地球（中国語: 流浪地球、2019年）